# Ossicaulis lachnopus
Ossicaulis lachnopus är en svampart som först beskrevs av Elias Fries, och fick sitt nu gällande namn av Contu 2000. Ossicaulis lachnopus ingår i släktet Ossicaulis och familjen Lyophyllaceae.   Inga underarter finns listade i Catalogue of Life.